# Bajram Kosumi
Bajram Kosumi (Tuxhec, Kosovska Kamenica, 20 maart 1960) is een Kosovaars-Albanees politicus van de Alliantie voor de Toekomst van Kosovo en schrijver.
Kosumi was bijna een jaar premier van Kosovo van 25 maart 2005 tot 10 maart 2006. Zijn opvolger Adem Salihaj was waarnemend premier toen zijn voorganger Ramush Haradinaj van de Alliantie voor de Toekomst van Kosovo afreisde naar Den Haag om zich te verantwoorden voor het Joegoslavië-tribunaal. Kosomi trad af, nadat hem verweten werd, dat hij niet effectief genoeg was. Hij werd opgevolgd door Agim Çeku.
Kosumi studeerde filologie en behaalde zijn master in Albanese literatuur aan de Universiteit van Pristina. Hij was een studentenactivist en werd in maart 1981 veroordeeld tot vijftien jaar gevangenisstraf vanwege zijn deelname aan demonstraties tegen de regering. Hij zat bijna tien jaar van zijn straf uit totdat hij vrijgelaten werd in 1991. Van 1991 tot 1993 werkte hij als journalist.
In 1993 werd hij voorzitter van de Parlementaire Partij van Kosovo die later opging in de Alliantie voor de Toekomst van Kosovo. Hij was begin 1999 een van de onderhandelaars van het Akkoord van Rambouillet, naast Hashim Thaçi, voorafgaand aan de elf weken durende NAVO-bombardementen. Kosumi ondersteunde het Kosovo Bevrijdingsleger, maar droeg geen uniform in dit guerrillaleger.